# Osmia recta
Osmia recta är en biart som beskrevs av Pérez 1902. Osmia recta ingår i släktet murarbin, och familjen buksamlarbin. Inga underarter finns listade i Catalogue of Life.